# OpenETCS
OpenETCS er en åben standard ETCS togkontrolsystem designet til at erstatte inkompatible sikkerhedssystemer, der nu bruges af Europæiske jernbaner, specielt på højhastighedsstrækninger.
OpenETCS er et ETCS-togudstyrs begreb med betydelig støtte for interoperabilitet i henhold til TSI, og for ETCS kernefunktionalitets softwaren i henhold til UNISIG subset 026, ab SRS 3.0.0 (System Requirement Specification, offentliggjort på hjemmesiden European Rail Agency) som Open Source-software, licenseret under EU-kommissionens licens EUPL (Version 1.1).
Hertil kommer en fastlagt og offentliggjort API, der giver brugeren mulighed for at køre OpenETCS-software på enhver egnet computer hardware (European Vital Computer, EVC) med passende tilbehør (DMI, BTM, vejimpulsgiver, osv.). Det overordnede koncept er også et redskab miljø til modellering, udvikling og verifikation og validering (test) af software, herunder prøvninger, som også er baseret på open source software, hhv. Open Source dokumenter. Dette er for at sikre, at ikke kun ETCS-EVC-softwaren er åben, men også:
- sikkerheden
- teknisk diskussion
- fremstillingsprocessen
- værktøjer
- tilhørende dokumentation

OpenETCS anvender dermed begrebet "open proofs".
Forslaget til OpenETCS-projektet blev første gang offentligt præsenteret i 2009 på et ifv-Bahntechnik-møde i Berlin og derefter præsenteret for et større fagpublikum på et Signal&Draht-møde i oktober 2009 i Fulda og offentliggjort i tidsskriftet Signal&Draht 10/2009. Tilbagemeldingerne i jernbanesektoren var meget forskellige. Projektet blev hilst velkommen af nogle jernbaneoperatører, idet der forventes langsigtede kvalitetsforbedringer.

## Aktuel status
I en Memorandum of Understanding (MOU) gik fem europæiske jernbaneselskaber (ATOC (UK), DB Fernverkehr (D), NS (NL), SNCF (F), Trenitalia (I)) med til at definere og fremme OpenETCS-projektet. DB Fernverkehr AG har (begyndelsen 2010) for første gang påkrævet indkøb af ETCS-togudstyr til ICE-T (BR 411, 415) og ICE3 (BR403) serierne med en licensaftale i henhold til EUPL v.1.1 for ETCS kernesoftware efter UNISIG subset 026. Ordren givet til Fa. ALSTOM.
Udrustningen skal efter tidsplanen indsættes og køre første gang december 2012 ETCS-strækningen St. Pölten – Wien (Westbahn) og senere på ETCS-strækningerne i Schweiz og senere i hele DB Netz AG-netværket.